# Morris Kline
Morris Kline (1er mai 1908 - 10 juin 1992) est professeur de mathématiques, écrivain sur l'histoire, la philosophie et l'enseignement des mathématiques, ainsi qu'un vulgarisateur de sujets mathématiques.

## Formation et carrière
Kline est né dans une famille juive à Brooklyn et réside à Jamaïque, dans le Queens. Après avoir été diplômé de la Boys High School de Brooklyn, il étudie les mathématiques à l'Université de New York, obtenant un baccalauréat en 1930, une maîtrise en 1932 et un doctorat (Ph.D.) en 1936. Il continue à NYU en tant qu'instructeur jusqu'en 1942.
Pendant la Seconde Guerre mondiale, Kline est affecté au United States Army Signal Corps stationné à Belmar, New Jersey. Désigné physicien, il travaille dans le laboratoire d'ingénierie où le radar est développé. Après la guerre, il continue à étudier l'électromagnétisme et, de 1946 à 1966, est directeur de la division de recherche électromagnétique à l'Institut Courant des sciences mathématiques.
Kline reprend son enseignement des mathématiques à NYU, devenant professeur titulaire en 1952. Il enseigne à l'Université de New York jusqu'en 1975, et écrit de nombreux articles et plus d'une douzaine de livres sur divers aspects des mathématiques et en particulier sur l'enseignement des mathématiques. Il souligne à plusieurs reprises la nécessité d'enseigner les applications et l'utilité des mathématiques plutôt que de s'attendre à ce que les élèves l'apprécient pour le plaisir. De même, il exhorte la recherche mathématique à se concentrer sur la résolution de problèmes posés dans d'autres domaines plutôt que sur la construction de structures n'intéressant que les autres mathématiciens.

## Critique de l'enseignement des mathématiques
Morris Kline est un protagoniste de la réforme des programmes d'enseignement des mathématiques qui a lieu dans la seconde moitié du XXe siècle, une période comprenant les programmes des nouvelles mathématiques. Un article de Kline en 1956 dans The Mathematics Teacher s'intitule "Textes mathématiques et enseignants: une tirade". Appelant les enseignants qui blâment les élèves pour leurs échecs, il écrit : « Il y a un problème étudiant, mais il y a aussi trois autres facteurs qui sont responsables de l'état actuel de l'apprentissage des mathématiques, à savoir les programmes, les textes et les enseignants. La tirade touche un point sensible et des changements commencent à se produire. Mais ensuite, Kline devient critique de certains des changements. En 1958, il écrit « Anciens contre Modernes : une nouvelle bataille des livres ». L'article est accompagné d'une réfutation par Albert E. Meder Jr. de l'Université Rutgers. Il dit: "Je trouve répréhensible: premièrement, de vagues généralisations, entièrement non documentées, concernant les opinions des 'modernistes', et deuxièmement, les inférences tirées de ce qui n'a pas été dit par les 'modernistes'." En 1966, Kline propose un plan de lycée de huit pages. La réfutation de cet article est faite par James H. Zant qui affirme que Kline a "un manque général de connaissances sur ce qui se passait dans les écoles en ce qui concerne les manuels, l'enseignement et le programme". Zant critique l'écriture de Kline pour "l'imprécision, la distorsion des faits, les déclarations non documentées et la généralisation excessive".
En 1966  et 1970  Kline émet deux autres critiques. En 1973 , St. Martin's Press contribue au dialogue en publiant la critique de Kline, Why Johnny Can't Add: the Failure of the New Math. Son premier chapitre est une parodie d'instruction car les intuitions des élèves sont mises au défi par le nouveau jargon. Le livre récapitule les débats de Mathematics Teacher, Kline concédant quelques progrès : Il cite Howard Fehr de l'Université Columbia qui a cherché à unifier le sujet à travers ses concepts généraux : ensembles, opérations, mappages, relations et structures dans le Secondary School Mathematics Curriculum Improvement Étude.
En 1977, Kline se tourne vers l'enseignement universitaire de premier cycle; il s'attaque à l'establishment académique des mathématiques avec son livre Why the Professor Can't Teach: The Dilemma of University Education. Kline soutient que le fait qu'il incombe aux professeurs aux États-Unis de mener des recherches détourne la méthode scientifique qui caractérise un bon enseignement. Il fait l'éloge de l'érudition telle qu'exprimée par des écrits explicatifs ou des critiques de travaux originaux d'autres personnes. Pour l'érudition, il attend des attitudes critiques envers les sujets, les matériaux et les méthodes. Parmi les réfutations figurent celles de DT Finkbeiner, Harry Pollard et Peter Hilton. Pollard concède: "La société dans laquelle l'apprentissage est admiré et poursuivi pour son propre bien a disparu." La critique de Hilton est plus directe : Kline "place entre les mains d'ennemis… [une] arme". Ayant débuté en 1956 comme agitateur du changement dans l'enseignement des mathématiques, il est devenu critique de certaines tendances.
En mathématiques : la perte de certitude (ch. XIII : "L'isolement des mathématiques"), Kline déplore la manière dont la recherche en mathématiques est menée, se plaignant que souvent les mathématiciens, peu disposés à se familiariser avec le contexte (parfois profond) nécessaire pour résoudre des problèmes appliqués en sciences, préfèrent inventer les mathématiques pures avec des problèmes qui n'ont pas nécessairement de conséquence.